# Martine Rottier
Martine Rottier (ur. 12 czerwca 1955) – francuska judoczka.
Złota medalistka mistrzostw świata w 1982 i brązowa w 1980 i 1984; uczestniczka zawodów w 1987. Zdobyła dziewięć medali mistrzostw Europy w latach 1975 - 1987, w tym złoty w drużynie w 1987. Mistrzyni Francji w latach 1974–1978, 1981–1983, 1985 i 1988.